# Boualem (El Bayadh)
Pour les articles homonymes, voir Boualem (homonymie).
Boualem est une commune de la wilaya d'El Bayadh en Algérie.

## Géographie

### Situation
Le territoire de la commune de Boualem se situe au nord-est de la wilaya d'El Bayadh.
| Sidi Ameur | Hadj Mechri (Wilaya de Laghouat) | Sidi Tifour |
| Sidi Ameur | Boualem                          | Sidi Tifour |
| Sidi Ameur | Sidi Ameur, Sidi Tifour          | Sidi Tifour |

### Localités de la commune
La commune de Boualem est composée de onze localités :
- Belabbès
- Boualem
- El Ouidène
- Malna
- Ouled Boumediène (en partie)
- Ouled Benaïssa
- Ouled Bouali
- Oum Djerabeï
- Rezigat Cheraga (Ouled Hamida, Gradib, Ouled Daoud, Khoualfia, Ouled Guefifa)
- Sfissifa
- Sidi Ahmed